# Hadena atlas
Hadena atlas là một loài bướm đêm trong họ Noctuidae.